# 冨金原俊二
冨金原 俊二（ふきんばら しゅんじ、1935年 <昭和10年> 12月8日 - 2024年 <令和6年> 1月12日) は、日本の大蔵官僚。元経済企画事務次官。位階は正四位。瑞宝重光章受章。

## 略歴
- 島根県立浜田高等学校・京都大学経済学部卒業
- 1958年（昭和33年）4月：大蔵省入省。銀行局[2]
- 1962年（昭和37年）6月：経済企画庁調整局[3]
- 1965年（昭和40年）5月：外務省在タイ日本国大使館二等書記官[3]
- 1968年（昭和43年）8月：大蔵省国際金融局投資第三課長補佐[3][4]
- 1970年（昭和45年）7月：大蔵省国際金融局企画課長補佐（総括・企画）[5][6]
- 1972年（昭和47年）7月：大蔵省大臣官房会計課長補佐（総括）[7]
- 1974年（昭和49年）7月：大蔵省証券局総務課長補佐（総括）[8]
- 1975年（昭和50年）7月17日：北海道開発庁予算課長
- 1977年（昭和52年）：日本専売公社管理調整本部総務部主計課長
- 1979年（昭和54年）7月16日：大蔵省理財局資金第二課長
- 1980年（昭和56年）6月25日：経済企画庁総合計画局計画課長
- 1982年（昭和57年）6月：大蔵省大臣官房会計課長
- 1983年（昭和58年）6月：日本専売公社管理調整本部総務部長
- 1985年（昭和60年）7月1日：経済企画庁長官官房経済企画参事官
- 1986年（昭和61年）6月3日：経済企画庁総合計画局審議官
- 1987年（昭和62年）6月23日：経済企画庁物価局長
- 1988年（昭和63年）6月：経済企画庁調査局長
- 1989年（平成元年）6月：経済企画庁総合計画局長
- 1992年（平成4年）1月：経済企画事務次官
- 1993年（平成5年）8月：株式会社さくら総合研究所特別顧問
- 1998年（平成10年）4月：日本鋪道株式会社顧問
- 2001年（平成13年）4月：SMBCコンサルティング株式会社特別顧問
- 2001年（平成13年）6月：株式会社イーバンク銀行常勤監査役
- 2003年（平成15年）6月：日本鋪道株式会社監査役
- 2006年 (平成18年) 春の叙勲で瑞宝重光章を受章[9]
- 2024年1月 死去。死没日付をもって正四位に叙された[1]。

## 同期入省者
- 尾崎護（国民生活金融公庫総裁、大蔵事務次官、国税庁長官、主税局長、大臣官房審議官〈主税局担当〉）
- 角谷正彦（国税庁長官、証券局長、大臣官房総務審議官、主計局次長〈筆頭〉）
- 安原正（環境事務次官、企画調整局長、長官官房長、大蔵省理財局次長）
- 長富祐一郎（関税局長）
- 柿澤弘治（衆議院議員、参議院議員、外務大臣、自由党党首）

## その他役職
- 財団法人磁気健康科学研究振興財団理事
- 財団法人塩事業センター評議員